# Carlos Ramos (árbitro)
Carlos Ramos (Lisboa, 1971) é um árbitro internacional de ténis português, considerado um dos melhores do Mundo.
Foi o primeiro árbitro de ténis a completar o Golden Grand Slam de arbitragem: arbitrar as finais masculinas de todos os torneios do Grand Slam (Open da Austrália, Roland Garros, Wimbledon e Open dos Estados Unidos) e dos Jogos Olímpicos.

## Carreira
Carlos Ramos iniciou a carreira de árbitro internacional de ténis em 1991. Foi sucessivamente promovido para nível bronze, prata e, por último, ouro, no qual se mantém.
Carlos Ramos arbitrou 7 Finais de singulares masculinos de torneios do Grand Slam:
- 4 Finais do Open da Austrália;
- 1 Final de Roland Garros;
- 1 Final de Wimbledon;
- 1 Final do Open dos Estados Unidos.

Arbitrou ainda a nível masculino:
- Final de singulares masculinos dos Jogos Olímpicos de 2012, em Londres;
- Finais da Taça Davis.

Carlos Ramos arbitrou 3 Finais de singulares femininos de torneios do Grand Slam:
- 1 Final de Roland Garros;
- 1 Final de Wimbledon;
- 1 Final do US Open (2018).

Arbitrou ainda a nível feminino:
- Finais da Fed Cup.